# Immortalized (альбом Disturbed)
Immortalized — шостий студійний альбом американського хеві-метал гурту Disturbed. Альбом вийшов 21 серпня 2015 року на лейблі Reprise Records і є першим студійним альбомом Disturbed після Asylum (2010), що позначає найдовший проміжок між двома студійними альбомами в їхній кар’єрі. Альбом, який за перший тиждень зібрав 98 000 альбомних еквівалентів, є п’ятим поспіль дебютним номером один у чарті США Billboard 200.
Вони є третім гуртом в історії, яка досягла цього досягнення, після Metallica та Dave Matthews Band.  Гурт також досяг перехресного успіху в третьому синглі альбому, кавері на пісню 1964 року «The Sound of Silence» від Simon & Garfunkel, яка стала найвищим синглом Disturbed у Billboard Hot 100 під номером 42.
Це єдиний студійний альбом гурту, записаний у складі тріо, оскільки бас-гітарист Джон Моєр не брав участі в записах через роботу над іншими проєктами. Гітарист Ден Донеган виконав усі басові треки.

## Список композицій
| #     | Назва                            | Тривалість |
| ----- | -------------------------------- | ---------- |
| 1.    | «The Eye of the Storm» (Prelude) | 1:20       |
| 2.    | «Immortalized»                   | 4:17       |
| 3.    | «The Vengeful One»               | 4:12       |
| 4.    | «Open Your Eyes»                 | 3:57       |
| 5.    | «The Light»                      | 4:16       |
| 6.    | «What Are You Waiting For»       | 4:03       |
| 7.    | «You're Mine»                    | 4:55       |
| 8.    | «Who»                            | 4:46       |
| 9.    | «Save Our Last Goodbye»          | 4:59       |
| 10.   | «Fire It Up»                     | 4:05       |
| 11.   | «The Sound of Silence»           | 4:08       |
| 12.   | «Never Wrong»                    | 3:33       |
| 13.   | «Who Taught You How to Hate»     | 4:57       |
| 53:28 |                                  |            |

| Делюкс видання | Делюкс видання           | Делюкс видання |
| #              | Назва                    | Тривалість     |
| -------------- | ------------------------ | -------------- |
| 14.            | «Tyrant»                 | 3:49           |
| 15.            | «Legion of Monsters»     | 4:23           |
| 16.            | «The Brave and the Bold» | 4:34           |
| 66:14          |                          |                |

| Цифрове видання | Цифрове видання | Цифрове видання |
| #               | Назва           | Тривалість      |
| --------------- | --------------- | --------------- |
| 17.             | «Warning Sign»  | 3:28            |
| 69:42           |                 |                 |

| Спеціальне вініл - видання | Спеціальне вініл - видання                     | Спеціальне вініл - видання |
| #                          | Назва                                          | Тривалість                 |
| -------------------------- | ---------------------------------------------- | -------------------------- |
| 18.                        | «The Vengeful One» (інструментальне виконання) | 4:12                       |
| 73:54                      |                                                |                            |

## Учасники запису
- Девід Дрейман – головний вокал і бек-вокал
- Ден Донеган — гітари, бас, EBow, клавішні, бек-вокал, акустична гітара та фортепіано в "The Sound of Silence"
- Майк Венгрен — барабани, перкусія, бек-вокал і литаври в "The Sound of Silence"

## Сертифікації
| Країна                | Сертифікація | Продажі | Посилання |
| --------------------- | ------------ | ------- | --------- |
| Австралія (ARIA)      | Золотий      | 35 000  | [ 5 ]     |
| Австрія (IFPI)        | Золотий      | 7 500   | [ 6 ]     |
| Канада (CRIA)         | Золотий      | 40 000  | [ 7 ]     |
| Нова Зеландія (RIANZ) | Золотий      | 7 500   | [ 8 ]     |
| Велика Британія (BPI) | Золотий      | 60 000  | [ 9 ]     |